# Eureka (Victoria)
Pour les articles homonymes, voir Eurêka (homonymie).
Eureka est une banlieue située dans la partie est de Ballarat, dans l'État du Victoria, en Australie.

## Géographie
Eureka faisait à l'origine partie de Ballarat East mais est devenu sa propre banlieue en 1946 en reconnaissance de l'importance de la région pour l'histoire australienne.
Eureka est bordée au nord par Specimen Creek, au sud par Canadian Creek, à l'ouest par les rues Queen et Joseph et à l'est par les rues Kline et Stawell. 

## Histoire
Cette banlieue tire son nom de la mine Eureka (un ancien lit de rivière qui contenait de l'or) de la compagnie minière Eureka et qui fut le lieu de la rébellion d'Eureka en 1854.
C'est sur ce site que les mineurs rebelles ont arboré pour la première fois le drapeau Eureka, un drapeau devenu depuis un symbole de la classe ouvrière et du mouvement syndical. 

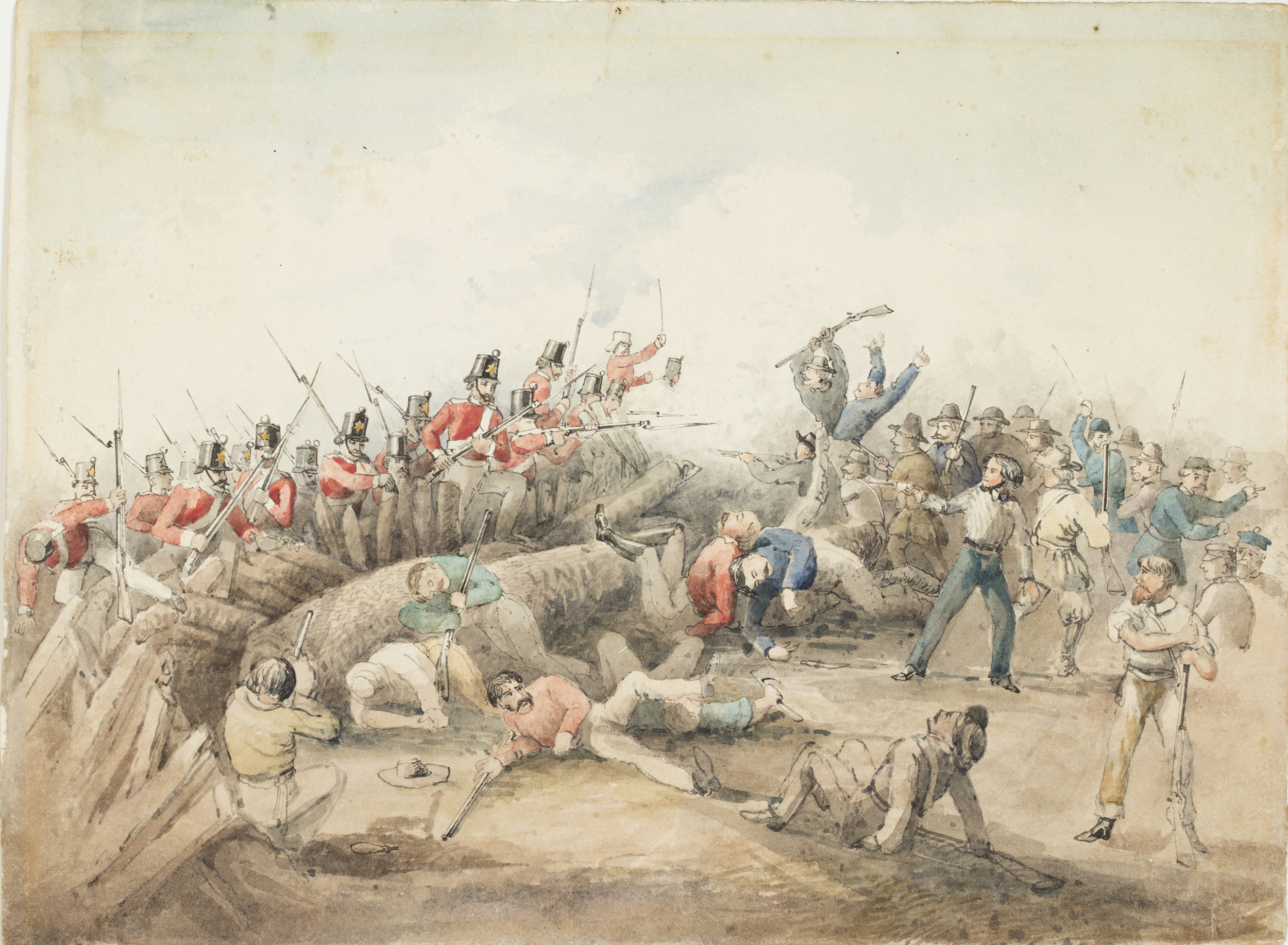
Rébellion d'Eureka, JB Henderson (1854), aquarelle.

Le site est marqué par plusieurs monuments et un musée appelé le Musée de la démocratie australienne à Eureka, qui a ouvert ses portes en mai 2013 et abritait le drapeau original Eureka, prêté par la Galerie d'art de Ballarat. Le musée a fermé ses portes en 2018. 
La désobéissance civile à Eureka a conduit au premier et unique soulèvement civil armé en Australie, la rébellion d'Eureka (connue sous le nom de Eureka Stockade) qui a eu lieu le 3 décembre 1854.
L'événement, au cours duquel 22 mineurs sont morts, est considéré comme un moment décisif de l'histoire de l'Australie.                     

## Population
Au recensement de 2016, Eureka avait une population de 626 habitants. 